# Sassandria bicolor
Sassandria bicolor – gatunek kosarza z podrzędu Laniatores i rodziny Assamiidae.

## Występowanie
Gatunek występuje w Afryce Zachodniej. Wykazany został z Wybrzeża Kości Słoniowej.